# Championnats des Pays-Bas de cyclo-cross
Les championnats des Pays-Bas de cyclo-cross sont une compétition de cyclo-cross organisée annuellement afin de décerner le titre de champion des Pays-Bas de cyclo-cross.
Le premier championnat masculin est disputé en 1963 et remporté par Huub Harings. Hennie Stamsnijder y détient le record de succès avec 9 titres. Les championnats comprennent des épreuves féminines depuis  1987. Daphny van den Brand s'y est imposée à onze reprises.

## Palmarès masculin

### Élites
| Année | Vainqueur            | Deuxième            | Troisième            |
| ----- | -------------------- | ------------------- | -------------------- |
| 1963  | Huub Harings         | Cor Rutgers         | Jan van Geest        |
| 1964  | Cor Rutgers          | Huub Harings        | Cock van der Hulst   |
| 1965  | Cor Rutgers          | Cock van der Hulst  | Jan van Dijk         |
| 1966  | Huub Harings         | Jan van Geest       | Cor Rutgers          |
| 1967  | Huub Harings         | Jan Heesbeen        | Chris Looyen         |
| 1968  | Cock van der Hulst   | Huub Harings        | Cor Rutgers          |
| 1969  | Huub Harings         | Cor Rutgers         | Cock van der Hulst   |
| 1970  | Huub Harings         | Cock van der Hulst  | Gertie Wildeboer     |
| 1971  | Gertie Wildeboer     | Jan Spetgens        | Huub Harings         |
| 1972  | Cees Zoontjens       | Cock van der Hulst  | Gerrit Scheffer      |
| 1973  | Cock van der Hulst   | Gerrit Scheffer     | Cees Zoontjens       |
| 1974  | Gerrit Scheffer      | Sjaak Spetgens      | Willy Brouwers       |
| 1975  | Gertie Wildeboer     | Gerrit Scheffer     | Willy Brouwers       |
| 1976  | Willy Brouwers       | Gerrit Scheffer     | Hennie Stamsnijder   |
| 1977  | Hennie Stamsnijder   | Willy Brouwers      | Cees van der Wereld  |
| 1978  | Herman Snoeijink     | Hennie Stamsnijder  | Cees van der Wereld  |
| 1979  | Hennie Stamsnijder   | Rein Groenendaal    | Bennie Meijer        |
| 1980  | Cees van de Wereld   | Rein Groenendaal    | Hennie Stamsnijder   |
| 1981  | Hennie Stamsnijder   | Rein Groenendaal    | Willy Brouwers       |
| 1982  | Hennie Stamsnijder   | Herman Snoeijink    | Cees van de Wereld   |
| 1983  | Hennie Stamsnijder   | Adrie van der Poel  | Herman Snoeijink     |
| 1984  | Hennie Stamsnijder   | Adrie van der Poel  | Cees van de Wereld   |
| 1985  | Rein Groenendaal     | Hennie Stamsnijder  | Adrie van der Poel   |
| 1986  | Hennie Stamsnijder   | Henk Baars          | Frank van Bakel      |
| 1987  | Hennie Stamsnijder   | Huub Kools          | Frank van Bakel      |
| 1988  | Hennie Stamsnijder   | Adrie van der Poel  | Henk Baars           |
| 1989  | Adrie van der Poel   | Henk Baars          | Rein Groenendaal     |
| 1990  | Adrie van der Poel   | Rein Groenendaal    | Frank van Bakel      |
| 1991  | Adrie van der Poel   | Henk Baars          | Martin Hendriks      |
| 1992  | Adrie van der Poel   | Huub Kools          | Henk Baars           |
| 1993  | Henk Baars           | Edward Kuyper       | Adrie van der Poel   |
| 1994  | Richard Groenendaal  | Henk Baars          | Edward Kuyper        |
| 1995  | Adrie van der Poel   | Richard Groenendaal | Erik Boezewinkel     |
| 1996  | Richard Groenendaal  | Wim de Vos          | Adrie van der Poel   |
| 1997  | Wim de Vos           | Richard Groenendaal | Adrie van der Poel   |
| 1998  | Richard Groenendaal  | Adrie van der Poel  | Wim de Vos           |
| 1999  | Adrie van der Poel   | Wim de Vos          | Maarten Nijland      |
| 2000  | Richard Groenendaal  | Adrie van der Poel  | Wim de Vos           |
| 2001  | Richard Groenendaal  | Wim de Vos          | Gerben de Knegt      |
| 2002  | Gerben de Knegt      | Richard Groenendaal | Wim de Vos           |
| 2003  | Richard Groenendaal  | Gerben de Knegt     | Camiel van den Bergh |
| 2004  | Richard Groenendaal  | Wilant van Gils     | Maarten Nijland      |
| 2005  | Richard Groenendaal  | Wilant van Gils     | Maarten Nijland      |
| 2006  | Gerben de Knegt      | Richard Groenendaal | Wilant van Gils      |
| 2007  | Lars Boom            | Richard Groenendaal | Gerben de Knegt      |
| 2008  | Lars Boom            | Thijs Al            | Richard Groenendaal  |
| 2009  | Lars Boom            | Thijs Al            | Richard Groenendaal  |
| 2010  | Lars Boom            | Gerben de Knegt     | Thijs Al             |
| 2011  | Lars Boom            | Gerben de Knegt     | Eddy van Ijzendoorn  |
| 2012  | Lars Boom            | Thijs van Amerongen | Niels Wubben         |
| 2013  | Lars van der Haar    | Lars Boom           | Thijs van Amerongen  |
| 2014  | Lars van der Haar    | Corné van Kessel    | Thijs van Amerongen  |
| 2015  | Mathieu van der Poel | David van der Poel  | Lars van der Haar    |
| 2016  | Mathieu van der Poel | Lars van der Haar   | David van der Poel   |
| 2017  | Mathieu van der Poel | Corné van Kessel    | Lars van der Haar    |
| 2018  | Mathieu van der Poel | Lars van der Haar   | David van der Poel   |
| 2019  | Mathieu van der Poel | Lars van der Haar   | Corné van Kessel     |
| 2020  | Mathieu van der Poel | Lars van der Haar   | Joris Nieuwenhuis    |
| 2022  | Lars van der Haar    | Corné van Kessel    | Mees Hendrikx        |
| 2023  | Lars van der Haar    | Joris Nieuwenhuis   | Ryan Kamp            |
| 2024  | Joris Nieuwenhuis    | Pim Ronhaar         | Lars van der Haar    |
| 2025  | Tibor Del Grosso     | Pim Ronhaar         | Joris Nieuwenhuis    |

#### Coureurs les plus titrés

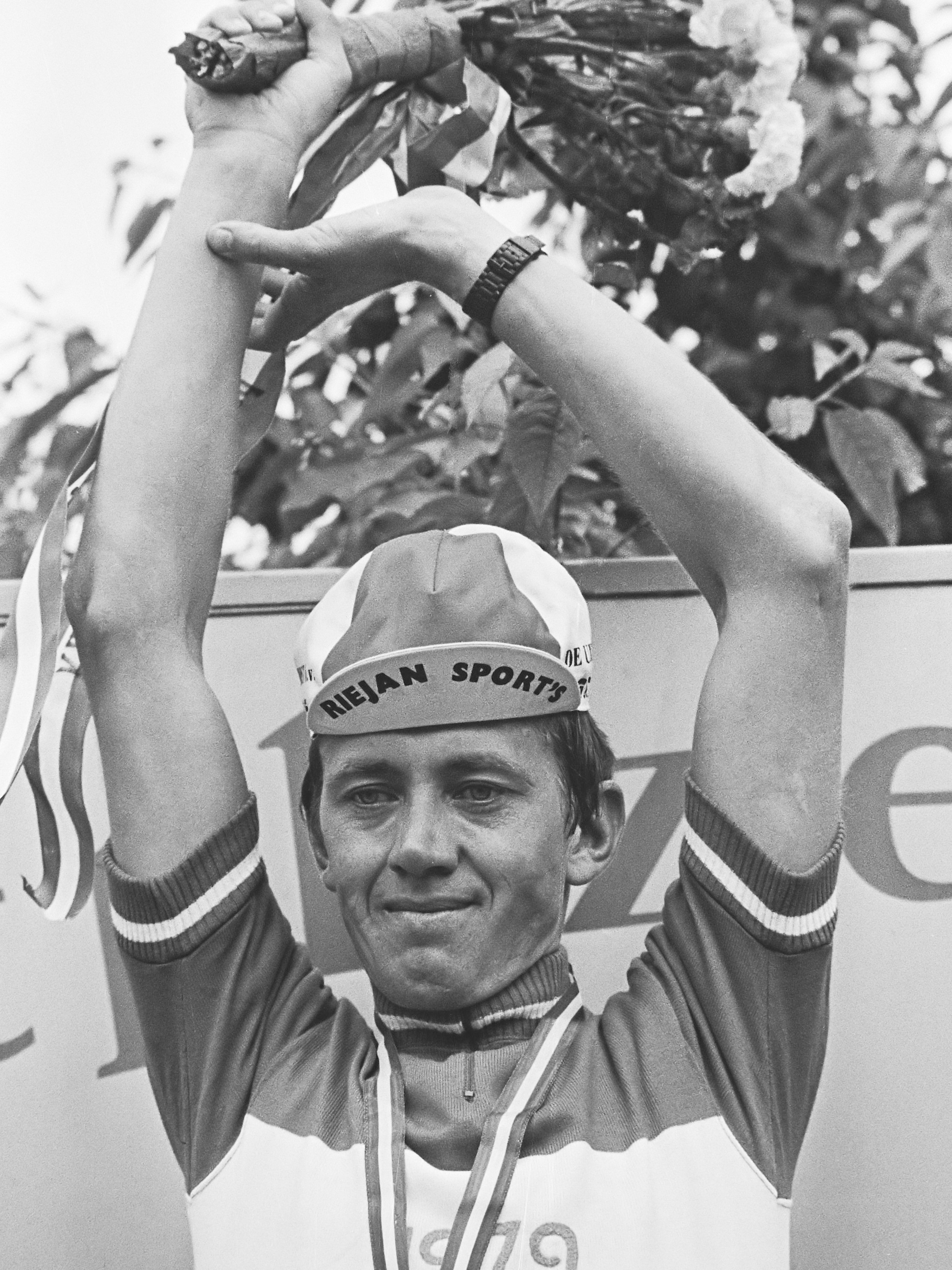
Hennie Stamsnijder

| # | Coureurs             | Titres | Années    |
| - | -------------------- | ------ | --------- |
| 1 | Hennie Stamsnijder   | 9      | 1977-1988 |
| 2 | Richard Groenendaal  | 8      | 1994-2005 |
| 3 | Adrie van der Poel   | 6      | 1989-1999 |
| 3 | Lars Boom            | 6      | 2007-2012 |
| 3 | Mathieu van der Poel | 6      | 2015-2020 |
| 6 | Huub Harings         | 5      | 1963-1970 |
| 7 | Lars van der Haar    | 4      | 2013-2023 |

### Moins de 23 ans
| Année | Vainqueur            | Deuxième              | Troisième           |
| ----- | -------------------- | --------------------- | ------------------- |
| 1994  | Gretienus Gommers    | Gerben van Den Broek  | Marco Lubberman     |
| 1995  | Bram De Groot        | Gretienus Gommers     | Maikel Den Ouden    |
| 1996  | Richard Coehorst     | Maarten Nijland       | Johan Bruinsma      |
| 1997  | Gretienus Gommers    | Richard Coehorst      | Maarten Nijland     |
| 1998  | Maarten Nijland      | Bram Schmitz          | Raymond Lubberman   |
| 1999  | Camiel van Den Bergh | Bram Schmitz          | Wilant van Gils     |
| 2000  | Wilant van Gils      | Freek De Jong         | Thijs Volker        |
| 2001  | Wilant van Gils      | Thijs Verhagen        | Wouter Bunning      |
| 2002  | Thijs Verhagen       | Koen De Kort          | Joost Posthuma      |
| 2003  | Thijs Verhagen       | Theo Eltink           | Pieter Weening      |
| 2004  | Lars Boom            | Koen De Kort          | Eddy van IJzendoorn |
| 2005  | Lars Boom            | Eddy van IJzendoorn   | Sebastian Langeveld |
| 2006  | Lars Boom            | Sebastian Langeveld   | Eddy van IJzendoorn |
| 2007  | Thijs van Amerongen  | Ricardo van der Velde | Boy van Poppel      |
| 2008  | Boy van Poppel       | Thijs van Amerongen   | Mitchell Huenders   |
| 2009  | Boy van Poppel       | Micki van Empel       | Ramon Sinkeldam     |
| 2010  | Corné van Kessel     | Ramon Sinkeldam       | Mitchell Huenders   |
| 2011  | Lars van der Haar    | Mike Teunissen        | Gert-Jan Bosman     |
| 2012  | Lars van der Haar    | David van der Poel    | Stan Godrie         |
| 2013  | David van der Poel   | Corné van Kessel      | Mike Teunissen      |
| 2014  | Mathieu van der Poel | David van der Poel    | Mike Teunissen      |
| 2015  | Stan Godrie          | Joris Nieuwenhuis     | Sieben Wouters      |
| 2016  | Sieben Wouters       | Martijn Budding       | Gosse van der Meer  |
| 2017  | Joris Nieuwenhuis    | Maik van der Heijden  | Sieben Wouters      |
| 2018  | Joris Nieuwenhuis    | Kelvin Bakx           | Thymen Arensman     |
| 2019  | Ryan Kamp            | Roel van der Steegen  | Kyle Agterberg      |
| 2020  | Ryan Kamp            | Mees Hendrikx         | Pim Ronhaar         |
| 2022  | Mees Hendrikx        | Ryan Kamp             | Pim Ronhaar         |
| 2023  | Tibor Del Grosso     | Luke Verburg          | Danny van Lierop    |
| 2024  | Tibor Del Grosso     | Bailey Groenendaal    | Danny van Lierop    |
| 2025  | Tibor Del Grosso     | Guus van den Eijnden  | Keije Solen         |

### Juniors

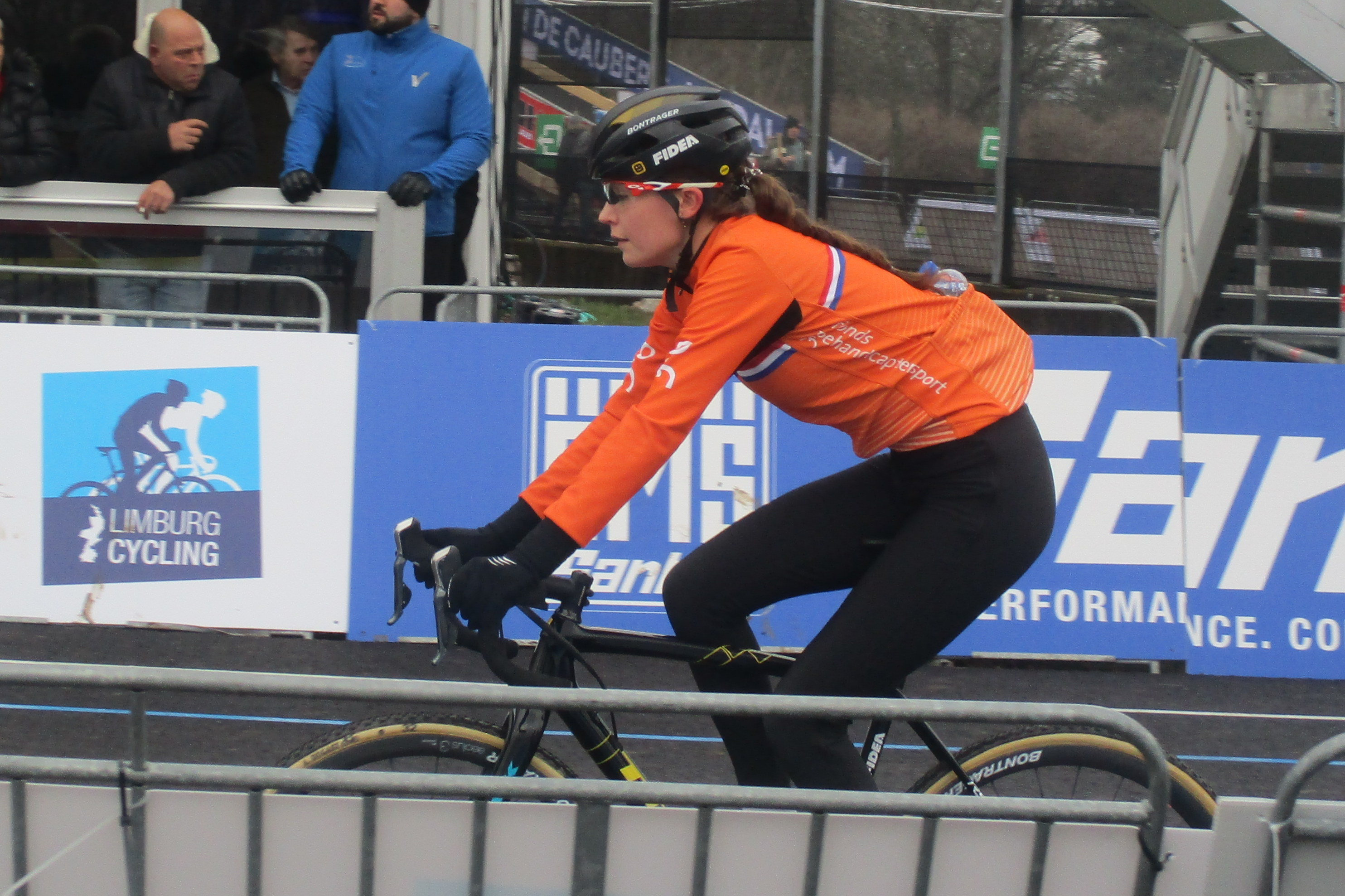
Fleur Nagengast

| Année | Vainqueur                | Deuxième                | Troisième             |
| ----- | ------------------------ | ----------------------- | --------------------- |
| 1963  | Leo van Den Berg         | John Schepers           | Henk Huisveld         |
| 1964  | Marinus van Venrooy      | Ton van der Valk        | D. Schmidt            |
| 1965  | Joop Zoetemelk           | Henk Buis               | W. Zijlmans           |
| 1966  | Theo Meijer              | Piet van der Kruijs     | Gertie Wildeboer      |
| 1967  | Hennie van Velzen        | Arnold Voogt            | Albert Scheffer       |
| 1968  | Gezinus Hoven            | Henk De Vos             | J. Smit               |
| 1969  | Gezinus Hoven            | Charles Spetgens        | Tjeerd Udding         |
| 1970  | Rob Aversteeg            | Wim Albersen            | G. Broeren            |
| 1971  | Jaap van De Beek         | Johan Verkerk           | Hennie Stamsnijder    |
| 1972  | Jan Feiken               | Jaap Spijker            | Jos Verkerk           |
| 1973  | Kees van De Wereld       | Hennie Stamsnijder      | Johan van der Vossen  |
| 1974  | Guus Bierings            | Gerard Looijenstein     | Kees van De Wereld    |
| 1975  | Guus Bierings            | Henk Jacobs             | Rini van Dijk         |
| 1976  | Jos Lammertink           | Jos van Gerwen          | Peter Winnen          |
| 1977  | Jos Lammertink           | Berry Zoontjes          | Peter Damen           |
| 1978  | Berry Zoontjes           | Reinier Hoogkamer       | Jan Harings           |
| 1979  | Jan Harings              | Peter Meerburg          | Willy van der Heijden |
| 1980  | Ronald Rol               | John Arends             | Nico Verhoeven        |
| 1981  | Hans van Staten          | Ronald Rol              | Frans Timmermans      |
| 1982  | Erwin Nijboer            | Noel van der Ley        | Rini Pley             |
| 1983  | Erwin Nijboer            | Hans Nieuwenhuis        | Noel van der Ley      |
| 1984  | Johan Reumer             | Rene Vos                | Peter Voshol          |
| 1985  | Wim De Vos               | Marcel Gerritsen        | Jan Weevers           |
| 1986  | Wim De Vos               | Arno van Boeijen        | Rudy Nagengast        |
| 1987  | Wim De Vos               | Erwin Stofmeel          | Arno van Boeijen      |
| 1988  | Richard Groenendaal      | Willy Lotgerink         | Bennie Gosink         |
| 1989  | Richard Groenendaal      | Marcel Luppes           | Niels van der Steen   |
| 1990  | Niels van der Steen      | Erik Boezewinkel        | Bart Boom             |
| 1991  | Jean-Pierre Leijten      | Marcel Vrogten          | Marco Engels          |
| 1992  | Willem-Jan van Den Broek | Willem Wolting          | Gretienus Gommers     |
| 1993  | Johan Bruinsma           | Gretienus Gommers       | Richard Coehorst      |
| 1994  | Maarten Nijland          | Felix Kools             | Raymond Lubberman     |
| 1995  | Boris Berkhout           | Remco De Bruyn          | Julien Smink          |
| 1996  | Roel Egelmeers           | Camiel van Den Bergh    | Ronald Mutsaars       |
| 1997  | Roel Egelmeers           | Wilant van Gils         | Ronald Mutsaars       |
| 1998  | Thijs Verhagen           | Freek De Jong           | Mathieu van Den Brand |
| 1999  | Thijs Verhagen           | Erik Verrijt            | Robert van Spanje     |
| 2000  | Johan De Bont            | Gerben De Vries         | Kenny van Hummel      |
| 2001  | Kor Steenbergen          | Marco Wesseling         | Steven Peters         |
| 2002  | Lars Boom                | Sebastian Langeveld     | Guus Magielse         |
| 2003  | Lars Boom                | Sebastian Langeveld     | Eddy van IJzendoorn   |
| 2004  | Thijs van Amerongen      | Rikke Dijkxhoorn        | Ricardo van der Velde |
| 2005  | Boy van Poppel           | Rik van IJzendoorn      | Ricardo van der Velde |
| 2006  | Boy van Poppel           | Mitchell Huenders       | Johim Ariesen         |
| 2007  | Ramon Sinkeldam          | Jordy Beuker            | Twan van den Brand    |
| 2008  | Tijmen Eising            | Kevin Smit              | Lars van der Haar     |
| 2009  | Lars van der Haar        | Tijmen Eising           | David van der Poel    |
| 2010  | David van der Poel       | Michiel van der Heijden | Mike Teunissen        |
| 2011  | Danny van Poppel         | Stan Godrie             | Douwe Verberne        |
| 2012  | Mathieu van der Poel     | Tim Ariesen             | Koen Weijers          |
| 2013  | Mathieu van der Poel     | Martijn Budding         | Joris Nieuwenhuis     |
| 2014  | Joris Nieuwenhuis        | Max Gulickx             | Sieben Wouters        |
| 2015  | Max Gulickx              | Roel van der Stegen     | Jens Dekker           |
| 2016  | Jens Dekker              | Marino Noordam          | Mitch Groot           |
| 2017  | Thymen Arensman          | Ryan Kamp               | Luca Vreeswijk        |
| 2018  | Ryan Kamp                | Mees Hendrikx           | Luke Verburg          |
| 2019  | Pim Ronhaar              | Lars Boven              | Salvador Alvarado     |
| 2020  | Tibor Del Grosso         | Lucas Janssen           | Danny van Lierop      |
| 2022  | David Haverdings         | Guus van den Eijnden    | Jelte Jochems         |
| 2023  | Keije Solen              | Senna Remijn            | Floris Haverdings     |
| 2024  | Senna Remijn             | Keije Solen             | Michiel Mouris        |
| 2025  | Michiel Mouris           | Noël Goijert            | Cas Timmermans        |

## Palmarès féminin

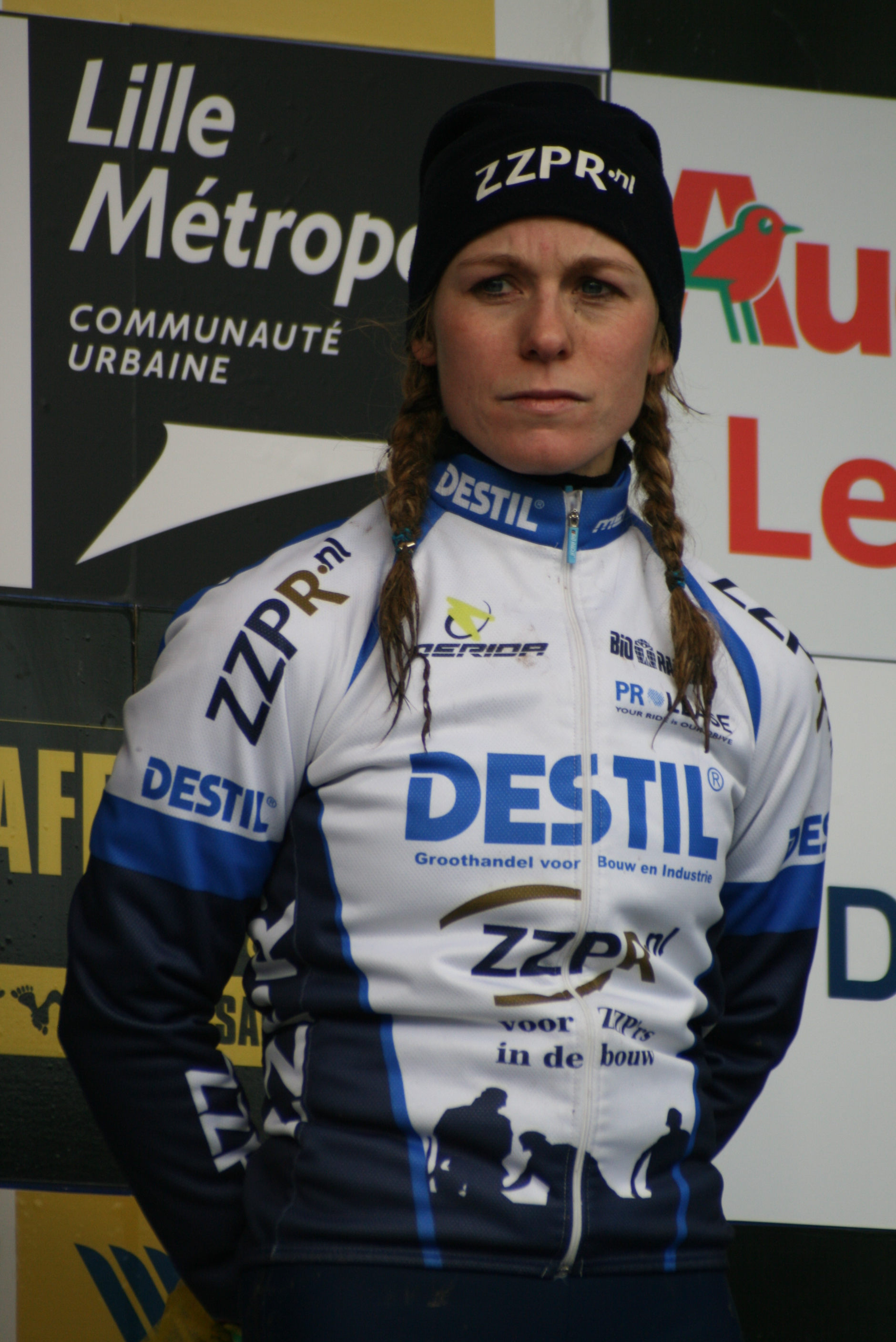
Daphny van den Brand

### Élites
| Année | Vainqueur                  | Deuxième                   | Troisième                  |
| ----- | -------------------------- | -------------------------- | -------------------------- |
| 1987  | Henneke Lieverse           | Agnes Loohuis-Damveld      | Anita Hakkert              |
| 1988  | Anita Hakkert              | Natascha den Ouden         | Renate Heijboer            |
| 1989  | Natascha den Ouden         | Anita Hakkert              | Anita Mulder               |
| 1990  | Natascha den Ouden         | Nicolle Leijten            | Trudy van de Elzen         |
| 1991  | Nicolle Leijten            | Natascha den Ouden         | Renate Heijboer            |
| 1992  | Natascha den Ouden         | Elsbeth Vink               | Nicolle Leijten            |
| 1993  | Nicolle Leijten            | Loes van Wersch            | Suzan van Bussel           |
| 1994  | Natascha den Ouden         | Jet Jongeling              | Daphny van den Brand       |
| 1995  | Reza Hormes-Ravenstijn     | Loes van Wersch            | Nicolle Leijten            |
| 1996  | Loes van Wersch            | Natascha den Ouden         | Reza Hormes-Ravenstijn     |
| 1997  | Inge Velthuis              | Reza Hormes-Ravenstijn     | Natascha den Ouden         |
| 1998  | Daphny van den Brand       | Reza Hormes-Ravenstijn     | Inge Velthuis              |
| 1999  | Daphny van den Brand       | Inge Velthuis              | Daniëlle Jansen            |
| 2000  | Daphny van den Brand       | Corine Dorland             | Daniëlle Jansen            |
| 2001  | Daphny van den Brand       | Corine Dorland             | Debby Mansveld             |
| 2002  | Daphny van den Brand       | Corine Dorland             | Debby Mansveld             |
| 2003  | Daphny van den Brand       | Corine Dorland             | Marianne Vos               |
| 2004  | Mirjam Melchers-van Poppel | Daphny van den Brand       | Elsbeth van Rooy-Vink      |
| 2005  | Daphny van den Brand       | Marianne Vos               | Mirjam Melchers-van Poppel |
| 2006  | Daphny van den Brand       | Marianne Vos               | Reza Hormes-Ravenstijn     |
| 2007  | Daphny van den Brand       | Marianne Vos               | Reza Hormes-Ravenstijn     |
| 2008  | Mirjam Melchers-van Poppel | Daphny van den Brand       | Saskia Elemans             |
| 2009  | Daphny van den Brand       | Mirjam Melchers-van Poppel | Saskia Elemans             |
| 2010  | Daphny van den Brand       | Marianne Vos               | Sanne van Paassen          |
| 2011  | Marianne Vos               | Daphny van den Brand       | Sanne van Paassen          |
| 2012  | Marianne Vos               | Daphny van den Brand       | Sophie de Boer             |
| 2013  | Marianne Vos               | Sanne van Paassen          | Sabrina Stultiens          |
| 2014  | Marianne Vos               | Sophie de Boer             | Sabrina Stultiens          |
| 2015  | Marianne Vos               | Sophie de Boer             | Sabrina Stultiens          |
| 2016  | Thalita de Jong            | Sabrina Stultiens          | Maud Kaptheijns            |
| 2017  | Marianne Vos               | Lucinda Brand              | Sophie de Boer             |
| 2018  | Lucinda Brand              | Maud Kaptheijns            | Annemarie Worst            |
| 2019  | Lucinda Brand              | Marianne Vos               | Maud Kaptheijns            |
| 2020  | Ceylin Alvarado            | Annemarie Worst            | Lucinda Brand              |
| 2022  | Marianne Vos               | Lucinda Brand              | Ceylin Alvarado            |
| 2023  | Puck Pieterse              | Ceylin Alvarado            | Fem van Empel              |
| 2024  | Lucinda Brand              | Puck Pieterse              | Annemarie Worst            |
| 2025  | Puck Pieterse              | Ceylin Alvarado            | Denise Betsema             |

#### Coureuses les plus titrés
| # | Coureuses            | Titres | Années    |
| - | -------------------- | ------ | --------- |
| 1 | Daphny van den Brand | 11     | 1998-2010 |
| 2 | Marianne Vos         | 7      | 2011-2022 |
| 3 | Natascha den Ouden   | 4      | 1989-1994 |

### Moins de 23 ans
| Année | Vainqueur            | Deuxième             | Troisième            |
| ----- | -------------------- | -------------------- | -------------------- |
| 2017  | Manon Bakker         | Inge van der Heijden | Annemarie Worst      |
| 2018  | Inge van der Heijden | Fleur Nagengast      | Yara Kastelijn       |
| 2019  | Ceylin Alvarado      | Fleur Nagengast      | Inge van der Heijden |
| 2020  | Inge van der Heijden | Manon Bakker         | Aniek van Alphen     |
| 2022  | Fem van Empel        | Shirin van Anrooij   | Puck Pieterse        |
| 2023  | Leonie Bentveld      | Iris Offerein        | Larissa Hartog       |
| 2024  | Leonie Bentveld      | Lauren Molengraaf    | Mirre Knaven         |
| 2025  | Leonie Bentveld      | Lauren Molengraaf    | Puck Langenbarg      |

### Juniors
| Année | Vainqueur            | Deuxième             | Troisième            |
| ----- | -------------------- | -------------------- | -------------------- |
| 2006  | Linda van Rijen      | Britt Jochems        | Sanne van Paassen    |
| 2007  | Britt Jochems        | Cindy Clevers        | Anne Eversdijk       |
| 2008  | Tessa van Nieuwpoort | Francis Keizer       | Sophie de Boer       |
| 2009  | Tessa van Nieuwpoort | Lana Verberne        | Francis Keizer       |
| 2010  | Iris Ockeloen        | Lana Verberne        | Sabrina Stultiens    |
| 2011  | Sabrina Stultiens    | Annefleur Kalvenhaar | Helena van Leijen    |
| 2012  | Annefleur Kalvenhaar | Evy Kuijpers         | Mascha Mulder        |
| 2013  | Evy Kuijpers         | Lotte Eikelenboom    | Esmee Oosterman      |
| 2014  | Yara Kastelijn       | Lotte Eikelenboom    | Esmee Oosterman      |
| 2015  | Fleur Nagengast      | Floor Weerink        | Karlijn Swinkels     |
| 2016  | Fleur Nagengast      | Ceylin Alvarado      | Inge van der Heijden |
| 2017  | Manon Bakker         | Inge van der Heijden | Suzanne Meistrok     |
| 2018  | Femke Gerritse       | Sylvie Swinkels      | Laura van der Zwaan  |
| 2019  | Puck Pieterse        | Shirin van Anrooij   | Sofie van Rooijen    |
| 2020  | Shirin van Anrooij   | Puck Pieterse        | Fem van Empel        |
| 2022  | Leonie Bentveld      | Lauren Molengraaf    | Pem Hoefmans         |
| 2023  | Lauren Molengraaf    | Sara Sonnemans       | Roxanne Takken       |
| 2024  | Puck Langenbarg      | Mae Cabaca           | Noï Moes             |
| 2025  | Noï Moes             | Mae Cabaca           | Elena van der Veken  |

## Sources
- Palmarès masculin sur cyclebase.nl
- Palmarès féminin sur cyclebase.nl